# Tálassa

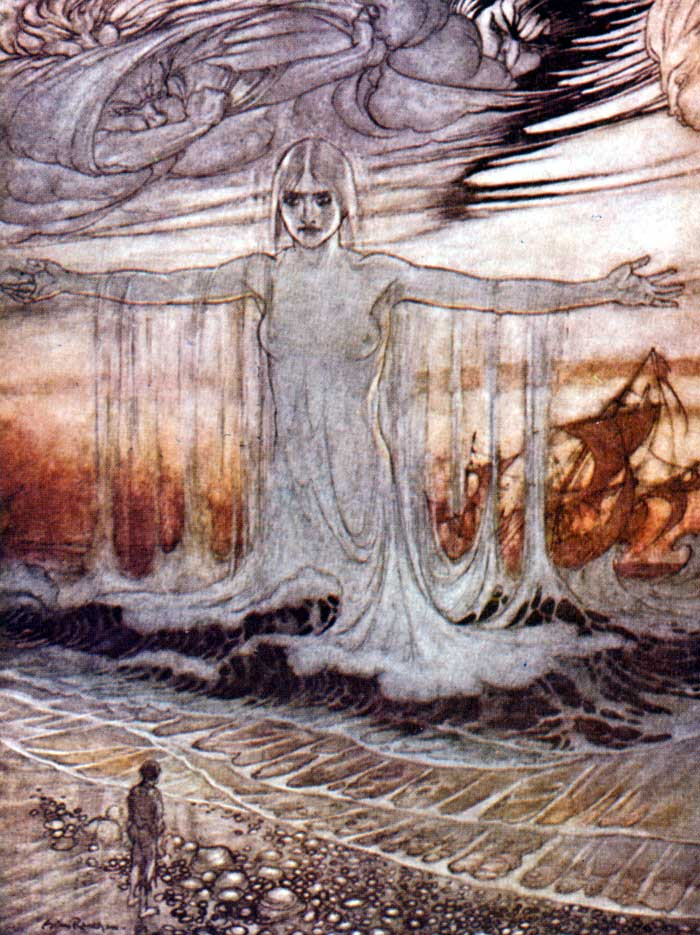
Representação artística da ira de Tálassa segundo a fábula de Esôpo, "O fazendeiro e o mar".

Tálassa (em grego:  θάλασσα, Θάλασση ou Θάλαττη, "mar") foi, no mito grego, uma das primeiras personificações femininas pré-olímpicas do mar Mediterrâneo e, por extensão, de todo o oceano. Era filha do Éter com Hêmera.
Com Pontos, ela foi a mãe de todos os peixes e seres do mar, da ninfa Hália, às vezes também do gigante Egeon, a personificação do mar Egeu e dos nove Telquines. 
Quando o sêmen de Urano a fecundou, ela teve Dione, a deusa das ninfas. Outra versão coloca Dione como uma das oceânidas e essa mesma versão coloca Tálassa como mãe de Afrodite com Urano.